# Kaple Božího Těla (Kutná Hora)
Kaple Božího Těla je vrcholně gotická kaple u chrámu sv. Barbory v Kutné Hoře.

## Historie

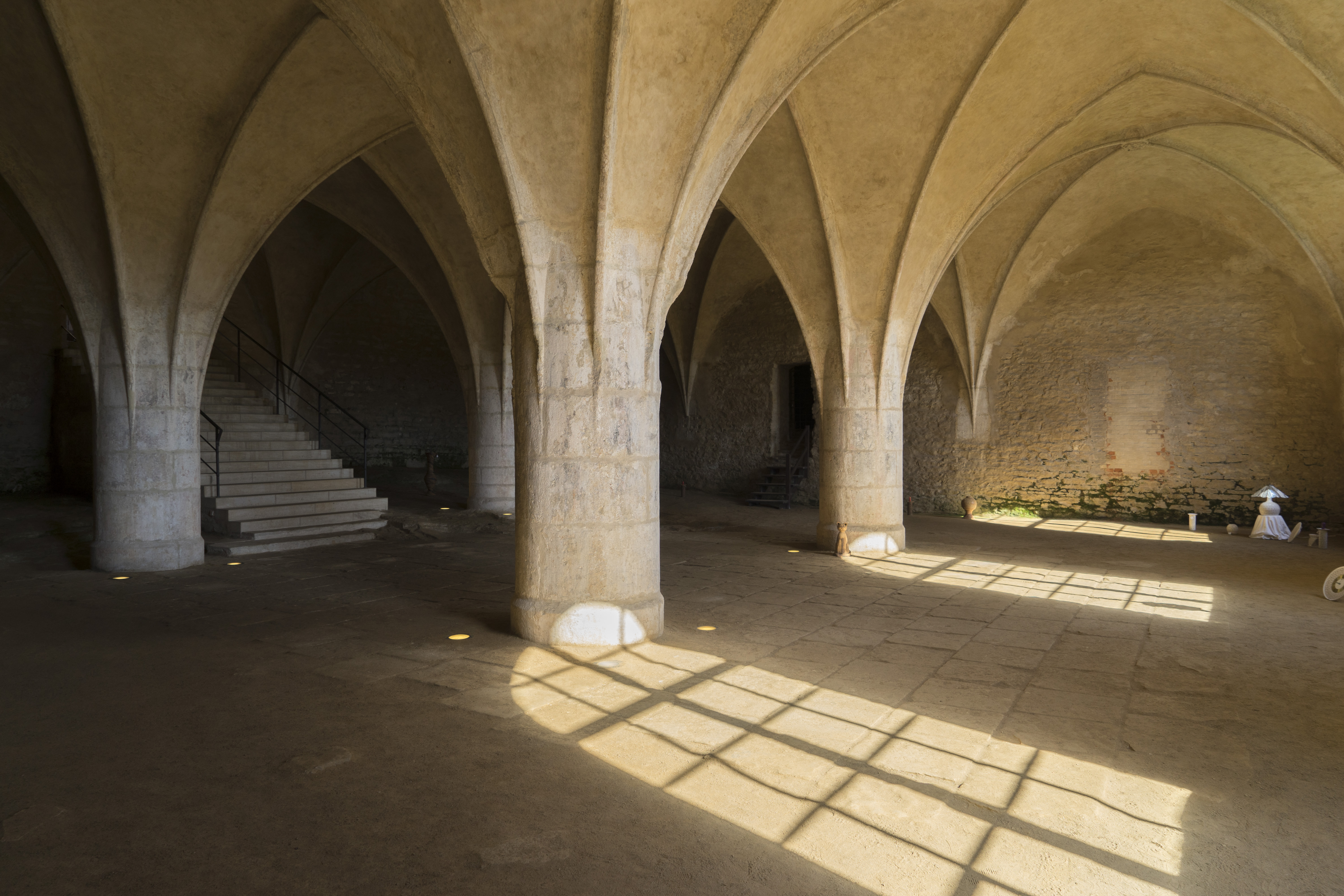
Interiér kaple

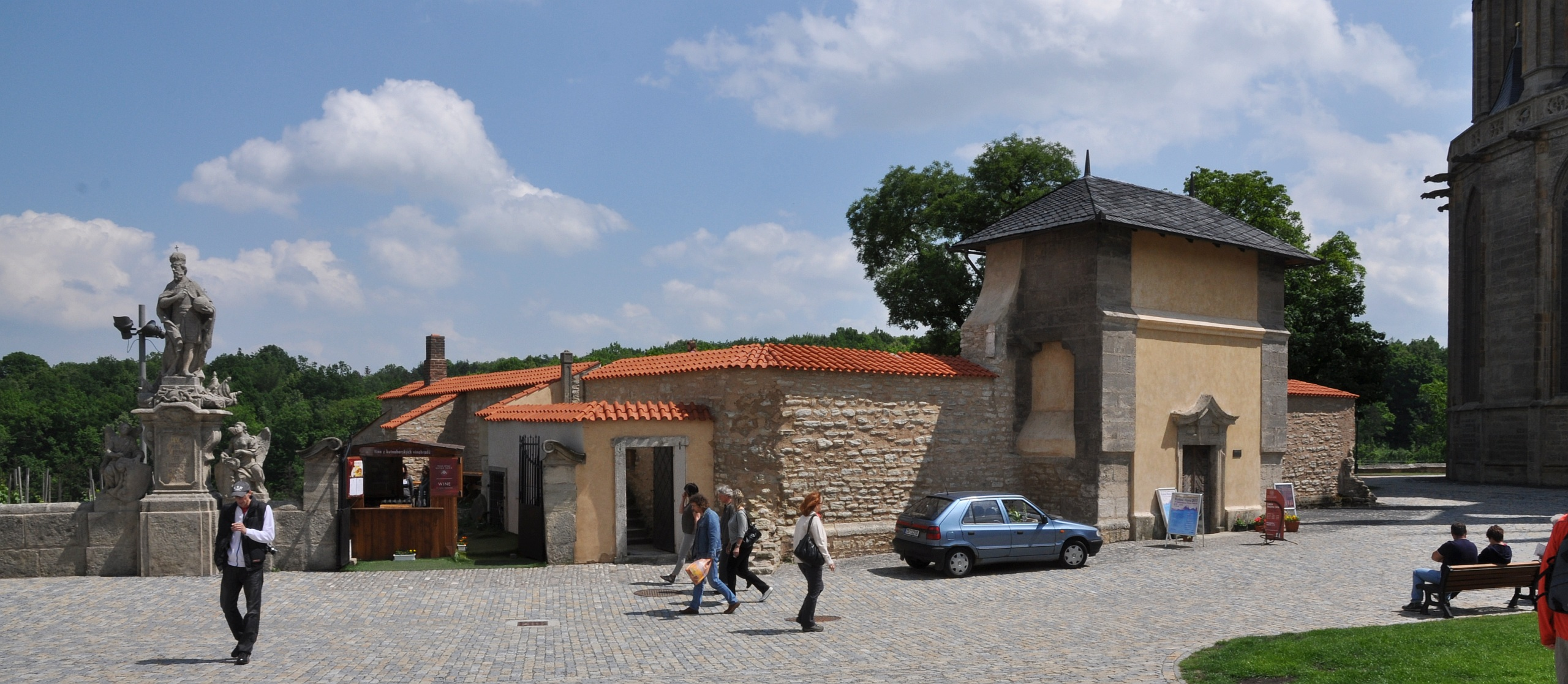
Kaple Božího Těla v Kutné Hoře

Kaple byla založena v polovině osmdesátých let 14. století bratrstvem Božího Těla, těsně před zahájením stavby chrámu sv. Barbory jako hřbitovní kaple s kostnicí, od poloviny 17. století byla uváděna pod patrociniem Božího Těla. Stavba je situována na hraně skalnatého ostrohu. Ke stavbě byla pozvána pražská stavební huť, která vytvořila mimořádné dílo: stejnolodí se třemi prostorami se žebrovými klenbami sklenutými pomocí úzkých žeber bez přípor na mohutné válcové sloupy. Původní záměr počítal s dvoupodlažní stavbou, vzniklo jen spodní podlaží, přístupné po schodišti ze západní strany. Hřbitov se nacházel zřejmě v místě později postavené Jezuitské koleje.
Jezuité po svém příchodu provedli (v souvislosti se stavbou koleje) terénní úpravy, nově vyřešili vstup do kaple a opatřili ho barokním portálem. Kapli nadále využívali při své koleji. Po zrušení jezuitského řádu koncem 18. století přestala kaple sloužit duchovním účelům, byla přeměněna na varhanářskou dílnu, pak skladiště a od té doby chátrala.
V letech 1997–2000 se dočkala kompletní rekonstrukce a nyní je využívána k turistickým prohlídkám a výjimečným kulturním akcím komorního charakteru.